# Мария (графиня Оверни)
Мария I (фр. Marie I d'Auvergne) (сентябрь 1376 — 7 августа 1437) — графиня Оверни и Булони (как Мария II) с 1424. Унаследовала эти владения после смерти двоюродной сестры — Жанны II. Также носила титул дамы де Монгаскон.

## Биография
Мария была единственным ребёнком Жоффруа д’Овернь, сеньора де Монгаскон, и его второй жены Жанны де Вантадур.
Вскоре после родов мать умерла, отец женился на Бланш де Бутейле де Санлис. В 1385 он умер.
В 1424 умерла её двоюродная сестра Жанна, графиня Оверни и Булони, оба брака которой (с Жаном Беррийским и Жоржем де Ла Тремуем) были бездетными. Мария унаследовала её владения.
Овдовев в 1423, Мария I правила Овернью и Булонью единолично как суверенная графиня. Её наследником стал единственный сын — Бертран V.

## Семья и дети
Муж (после 11.01.1389): Бертран IV (после 1353 — после 1423), сеньор де Ла Тур, сын Ги де Ла Тура и Марты Рожье де Бофор
Дети:
- Бертран V (ум. 03.1461) — сеньор де Ла Тур, граф Оверни и Булони. Жена (1416): Жакетта дю Пешен (ум. 1473), дочь Луи дю Пешена и Изольды де Сюлли
- Жанна (ок. 1390 — до 1416). Муж: Беро III Юный, дофин Овернский (ум. 1426)
- Изабелла (р. 1395). Муж (1419): Луи Арман де Шалансон, виконт де Полиньяк (1379—1452)
- Луиза (ум. 14.07.1473). Муж 1): Тристан де Клермон-Лодев; 2): Клод де Монтагю, сеньор де Куш и д’Эпуасс (ок. 1405—1470).